# Cavalierato

Nastro da Cavaliere dell'ordine al merito della Repubblica italiana

Il cavalierato è una onorificenza in uso in molti ordinamenti, con la quale si insignisce il destinatario del titolo onorifico di cavaliere (cav.).
Nelle classi di benemerenza esso è inferiore al titolo di ufficiale e costituisce il grado più basso. In alcuni ordini ove la classe di Cavaliere sia l'unica presente, esso acquisisce invece il ruolo spettante regolarmente al Cavaliere di Gran Croce decorato di Gran Cordone.

## Nel mondo

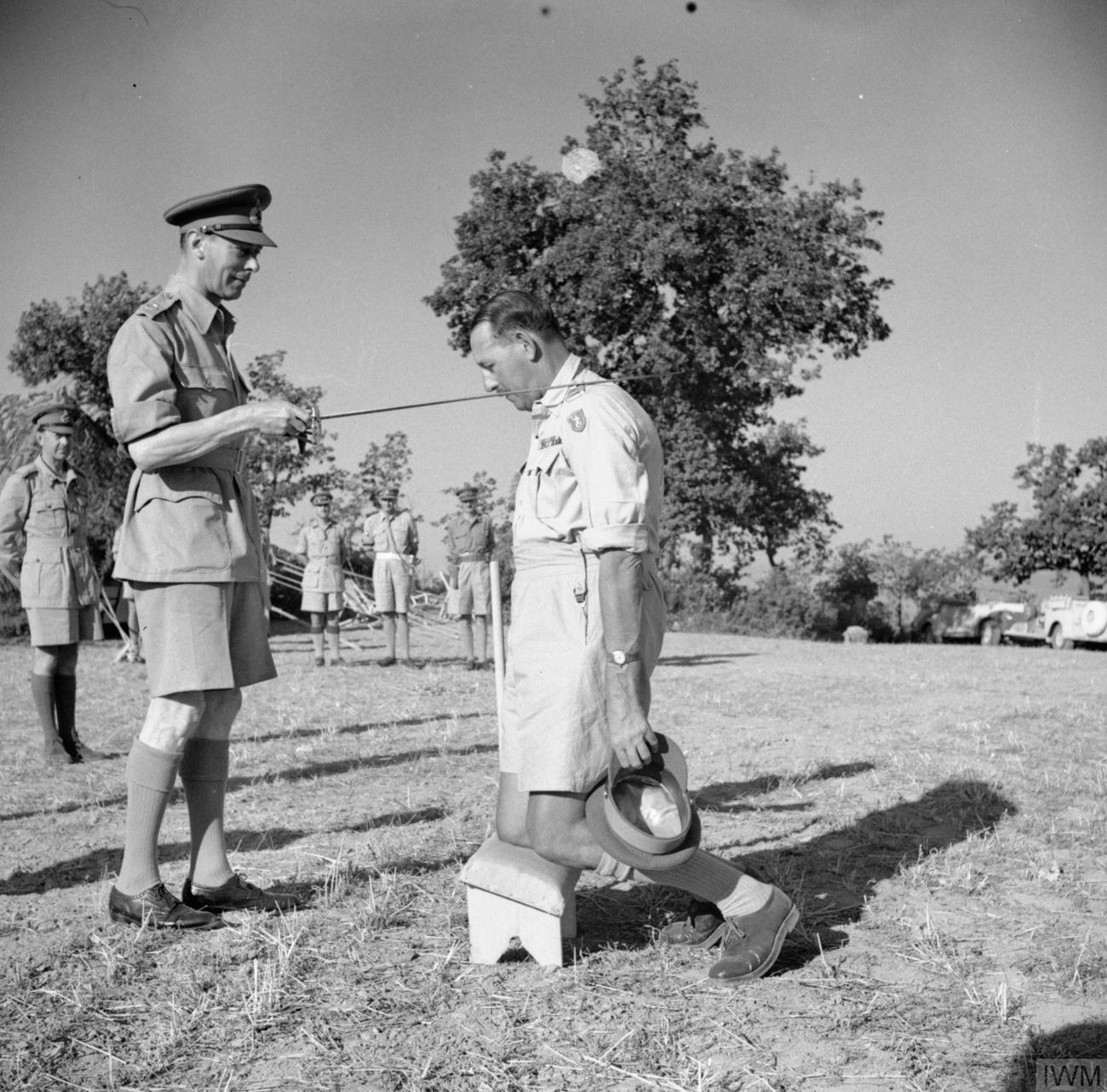
Sud Italia, 26 luglio 1944: il generale Oliver Leese riceve l'investitura sul campo da re Giorgio VI

### Francia
In Francia il titolo viene sovente indicato con l'appellativo di chevalier e costituisce anche in questo caso il grado più basso di tutte le onorificenze.

### Germania
In Germania il titolo di ritter è alla base di tutte le onorificenze ed è solitamente diviso in diversi gradi (cavaliere di I classe, cavaliere di II classe, cavaliere di III classe, cavaliere di IV classe). Alcuni ordini tedeschi ed austriaci hanno basato quasi esclusivamente le loro classi sul titolo di benemerenza di cavaliere.
In età pre-napoleonica i cavalieri avevano assunto un posto di rilievo nella classe nobiliare tedesca del Sacro Romano Impero, assumendo titoli feudali e prerogative talvolta sovrane nelle loro proprietà terriere; infatti i Cavalieri del Sacro Romano Impero o cavalieri ereditari costituirono un distinto collegio nobiliare composto da cavalieri e da baroni dell'impero.

### Italia
In Italia, il titolo di cavaliere ha di norma un solo grado ed è stato utilizzato come onorificenza di quinto grado in tutti gli ordini cavallereschi e di merito degli Stati preunitari della Penisola, del Regno d'Italia e della Repubblica.

### Regno Unito
Nel Regno Unito e nelle nazioni del Commonwealth il titolo, non ereditario, di cavaliere è conferito da diversi ordini. Il grado britannico di cavaliere è più alto del grado francese o italiano e conferisce in tutti i casi il prefisso Sir al nome o al nome e cognome (mai al cognome da solo) e le consorti sono definite Lady, prefisso al cognome. Per esempio Sir Albert and Lady Smith. Equivale per esempio in Francia al grado di Grand Officier. I cavalieri femminili hanno il prefisso Dame al loro nome (Dame Judy Dench).
I baronetti, titolo ereditario, estraneo ad un qualsiasi ordine, hanno anche loro il diritto al prefisso sir. Le consorti dei baronetti sono lady e non dame.
Nell'ordine più esclusivo britannico, la ventina dei Cavalieri dell'Ordine della Giarrettiera (Knight of the Garter) sono quasi tutti esponenti di famiglie nobili, o politici.

## Insegne
Gli insigniti di un titolo cavalleresco, generalmente indossano l'insegna sul petto (a destra o a sinistra a seconda dei casi).
È bene sottolineare che alcuni ordini cavallereschi prevedono altri formati, in base a tradizioni storiche e statuti rispettivi. Vi sono ordini cavallereschi che prevedono l'uso di un collare (Ordini di Collana, per es. Ordine Supremo della Santissima Annunziata, Illustrissimo Ordine di San Gennaro, Ordine dello Spirito Santo ecc.) ed ordini cavallereschi militari che prevedono una decorazione da collo anche per il cavalierato (per es. Ordine Equestre del Santo Sepolcro di Gerusalemme e Sovrano Militare Ordine di Malta).